# Флорида
Флорида (енгл. Florida), држава је САД, која се налази у њеном југоисточном делу, а често је називају и Sunshine State, што значи „сунчана држава”. Површина Флориде износи 170.304 km², а број становника по попису из 2020. је 21.538.187. Главни град је Талахаси.
Када су је „открили”, у време Ускрса, Шпанци су јој дали име које носи и сада, а на шпанском језику дословно значи „пун цвећа” (Шпанци предускршње дане и сам Ускрс називају Pascua Florida).
Скраћеница Флориде је FL, а њен заштитни знак је белоглави орао-рибар. Главни град ове државе која је омиљено летовалиште је Талахаси. На копно Флориде надовезује се низ острва које називају Keys (од Сп. cayo, у пл. cayos; у значењу „острвца”), а задњи у том низу је Ки Вест од којег је до Кубе још само 90 mi (140 km), што је истовремено и најјужнија тачка САД.
Клима и велики број пешчаних плажа учинили су Флориду привлачним одредиштем за одмор посетиоцима из целог света. И различити забавни паркови, као Дизниленд, Universal Studios и други у близини Орланда су велики магнет за бројне туристе.
Поред туризма, врло снажна грана је и производња агрума (половина потрошње САД) укључујући и производњу сокова.
Врло је снажан и сектор финансија. Поред тога, има и налазишта фосфата.
Флорида, а нарочито град Мајами, има велики економски значај на Карибима.

## Историја

### Првобитни становници
Трагови људског присуства на Флориди су стари 12.000 година. Разноврсно окружење током праисторије омогућило је да се на овој територији развије велики број биљака и животиња. Већина данашњих сисара је живела током праисторијског периода на Флориди. Штавише, велики сисари од којих су неки изумрли (као што су сабљозуби тигар, мастодонт, велики оклопник и камила) су тумарали овим подручјем.
Обала Флориде дуж Атлантског океана и Мексичког мора пре 12.000 година је била другачија. Ниво мора је био знатно нижи него данас. Као последица тога полуострво Флорида је било двоструко веће него што је данас. Људи који су настањивали Флориду у то време су били ловци и сакупљачи. Савремени истраживачи сматрају да су се ондашњи становници Флориде хранили малим животињама, биљкама, орасима и љускарима. Први становници Флориде су се настанили у областима где су имали сигурне изворе питке воде, камење неопходно за израду алата и дрва за ложење. Током векова ови урођеници су развили напредне културе. За време раздобља пре контакта са Европљанима, урођеници су се организовано бавили пољопривредом, трговали су са становницима данашњег југоистока САД, и развили су друштвену организацију, која се огледа у великим храмовима у облику хумки и комплексима села.

### Долазак Европљана и колонизација
Писани докази о животу на Флориди почињу са доласком шпанског истраживача и авантуристе Хуана Понсе де Леона 1513. године. Негде између 2. и 8. априла те године, Понсе де Леон је пристао уз североисточну обалу Флориде, вероватно негде близу данашњег Сент Огастина. Он је ову област назвао ла флорида (шп. la florida) у част празника пасква флорида (шп. Pascua florida), шпанске васкршње прославе.
На следећем путовању 1521. године, Понсе де Леон се заједно са две стотине педесет људи, педесет коња и бројним зверима искрцао на југозападној обали полуострва. Његов покушај колонизације је убрзо пропао због напада урођеника. Међутим, његов боравак овде је послужио да прикаже Флориду као погодно место за истраживаче, мисионаре и трагаче за благом.
Ернандо де Сото је 1539. повео експедицију у потрази за златом и сребром. С њом је обишао не само Флориду већ и комплетан југоисток САД. Током четири године он се надао да ће пронаћи огромно благо индијанског народа. Де Сото и његови војници су провели пет месеци на месту данашњег Талахасија. Он је умро 1542. у близини реке Мисисипи, док су преживели из његове експедиције наводно стигли до Мексика.
Нико од шпанских конкистадора није пронашао благо на Флориди, међутим њихове приче су утицале на Европљане да Флориду доживе као места слична Куби, Мексику и централној и јужној Америци, одакле су Шпанци редовно доносили злато, сребро и друге производе. 
Тристан де Луна и Арељано је 1559. године предводио још један покушај колонизације Флориде. Он је основао колонију у заливу Пенсакола али је због великих неприлика морао да одустане од колонизације након две године.
Поред Шпаније и Француска је покушала да колонизује ову територију. Француски протестант Жан Рибо је истражио Флориду 1562. године, да би две године касније, такође Француз, Рене Гулен де Лодонјер основао насеобину Форт Каролин на ушћу реке Сент Џонс, у близини данашњег Џексонвила.

### Прва шпанска владавина
Ови француски авантуристи су подстакли Шпанију да убрза планове за колонизацију. Педро Менендез де Авилес је прешао Атлантик са циљем да уклони Французе и створи шпанску насеобину. Менендез је 1565. стигао до места које је назвао Сан Аугустин (Сент Огастин) и основао прву сталну европску насеобину на територији данашњих Сједињених Држава. Остварио је циљ да протера Французе јер је напао и побио све колонисте осим оних који му се нису супротставили и који су заклели на верност римокатоличкој цркви. Менендез је заузео и Форт Каролин и преименовао га је у Сан Матео.
Одговор Француза на ове догађаје је стигао две године касније, када је Доминик де Гургије заузео Сан Матео и побио шпанске војнике. Међутим овај инцидент није спречио шпанска напредовања. Њихов план за изградњу утврђења и католичких мисија је настављен. Шпанске мисије које су организоване код урођеника су се убрзо прошириле целом северном Флоридом и даље на север све до данашње Јужне Каролине.
Енглези, такође жељни америчког блага, су се све више сукобљавали са нарастајућом шпанском империјом. Године 1586. енглески капетан сер Франсис Дрејк је опљачкао и спалио Сент Огастин али тиме није угрозио шпанску контролу над Флоридом.
Штавише, 1600. године шпанска владавина над данашњим југоистоком САД је била неупитна. Када су енглески колонисти дошли у Америку они су своје прве колоније основали знатно северније у Џејмстауну (у данашњој Вирџинији) 1607. године и Плимуту (у данашњем Масачусетсу) 1620. године. Енглески колонисти су желели да овладају природним добрима континента па су постепено померали границу са Шпанцима према југу, до данашњег јужне Џорџије. У исто време француски истраживачи су се кретали долином реке Мисисипи и источно дуж обале Мексичког мора.
Енглески колонисти у Северној и Јужној Каролини су били изузетно непријатељски настројени према Шпанији. Зато су под вођством пуковника Џејмса Мура и савезника из редова индијанског народа Крик напали шпанску Флориду 1702. године и уништили град Сент Огастин али не и тврђаву Кастиљо де Сан Маркос (шп. Castillo de San Marcos). Након две године уништили су шпанске мисије између Талахасија и Сент Огастина. Том приликом су убили и заробили велики број урођеника. Французи су нападали западну границу шпанске Флориде а 1719. године су заузели Пенсаколу.
Џорџија је основана 1733. од стране Енглеза а 1740. њени становници су опседали тврђаву Кастиљо де Сан Маркос у Сент Огастину скоро месец дана. Иако напад није био успешан он је указао на велике слабости шпанске Флориде.

### Британска владавина
Британија је овладала Флоридом 1763. године када је уступила Хавану на Куби, коју је добила од Шпаније након Француског и индијанског, односно Седмогодишњег рата (1756—1763). Након размене територија Шпанија је евакуисала своје становништво чиме је Флорида практично остала без становништва. У то време Сент Огастин је још увек био мали гарнизон са мање од пет стотина кућа, као и Пенсакола.
Британци су имали амбициозне планове за Флориду. Као прво они су је поделили на два дела: Источну Флориду, са престоницом у Сент Огастину; и Западну Флориду са седиштем у Пенсаколи. Њихови геометри су премерили највећи део земљишта и обале а власти су покушале да развију односе са групом индијанских племена која су долазила у ову област са севера. Ови Индијанци потомци Крика су названи Семиноле. Британија је покушала да привуче беле колонисте у ове крајеве нудећи им земљу на којој би могли да се настане и помагала им је у производњи намењеној извозу.
Током Америчког рата за независност (1776—83) и Источна и Западна Флорида су остале верне британској круни. Међутим, Шпанија је индиректно учествовала у рату као савезник Француске заузевши Пенсаколу од Британаца 1781. године. Шпанија је остварила поновну контролу над целом територијом Флориде 1784. године захваљујући мировном споразуму којим је окончана Америчка револуција.

### Друга шпанска владавина
Након евакуације Британаца са Флориде, почињу да пристижу шпански и колонисти из новоформираних Сједињених Држава. Велики број нових становника је био примамљен условима које је Шпанија нудила за стицање власништва над земљом. Остали становници су били одбегли робови, који су покушавали да дођу до места где њихови господари из САД неће моћи ухватити. Због тога се Флорида све више Американизовала уместо да се оријентише ка Шпанији. Коначно, након неколико званичних и незваничних војних експедиција САД послатих на ову територију Шпанија је формално уступила Флориду Сједињеним Државама 1821. године, на основу споразума Адамс – Онис.

### Статус територије
Ендру Џексон је 1821. дошао на Флориду да би успоставио власт у име Сједињених Држава. Тамо је затекао дивљину са ретким насеобинама Индијанаца, Афроамериканаца и Шпанаца.
Као територија Сједињених Држава, Флорида је била посебно атрактивна за људе са старих јужњачких плантажа у Вирџинији, Северној и Јужној Каролини и Џорџији, који су дошли у великом броју. Пошто је одобрен статус Територије, две Флориде, Источна и Западна, су спојене у један ентитет са престоницом у Талахасију. Овај град је основан 1824. године а изабран је за престоницу зато што се налазио на половини пута између постојећих административних центара Сент Огастина и Пенсаколе.
Пораст броју становника, узрокован имиграцијом, је приморао федералну владу да протера Индијанце са њихове земље. Индијанци су углавном били припадници Крик и Микосаки народа али је и велики број црнаца, који су побегли од ропства, живео са њима. Протеривање Индијанаца је било популарно међу белим досељеницима јер су урођеници настањивали земљиште које је било интересантно белцима. Такође индијанске насеобине су представљали уточишта за одбегле робове из севера.
Плановима исељавања Индијанаца се супротставио Осеола, вођа Семинола. Семиноле, познате по својим ратничким вештинама, су уживале поштовање међу америчким војницима због њихове храбрости, чврстине и способности да се промене новонасталој ситуацији током Другог рата са Семинолама (1835—1842). Овај рат, најзначајнији од три сукоба између Индијанаца и америчких трупа на Флориди, је почео због питања око пресељења Семинола на запад преко реке Мисисипи у данашњу Оклахому.
За време мандата Ендруа Џексона на месту председника САД потрошено је 20 милиона долара за ратне операције. Протеривање Семинола коштало је живота велики број Индијанаца, америчких војника и колониста. На крају, исход није био онакав какав је влада САД желела. Неки Индијанци су се „добровољно” иселили, неки су заробљени и послати на запад под војном пратњом а остали су успели да побегну до Еверглејдса где су организовали живот без контаката са белим људима.
Данас на Флориди постоје индијански резервати у Имокали, Холивуду, Брајтону (близу града Окичоби) и дуж мочваре Биг Сајпрес. Поред народа Семинола на Флориди постоји и племе Микосаки.
Од 1840. године бели становници Флориде су се посветили развоју територије и стицању статуса државе. На Флориди је тада живело 54.477 становника, од тог броја скоро половина су били црни робови. На рекама Апалачикола и Сент Џонс је успешно функционисао паробродски саобраћај, док је изградња железнице била у плану.
У то време Флорида је неформално била подељена на три области: источну Флориду, од Атлантског океана до реке Сувани; средња Флорида, од реке Сувани до реке Апалачикола; и западна Флорида, од реке Апалачикола до реке Пердидо. Јужни делови Флориде (јужно од данашњег Гејнзвила) су били ретко настањени белцима. Економија се углавном заснивала на пољопривреди. Плантаже су биле смештене у средњој Флориди а њихови власници су били политички најутицајнији на Флориди све до завршетка Америчког грађанског рата.

### Државност
Флорида је 3. марта 1845. постала двадесет седма држава САД. За првог гувернера изабран је Вилијам Д. Мозли а Дејвид Ливај Јули, један од водећи заговорника државности, је постао амерички сенатор. До 1850. број становника је порастао на 87.445 од којих је око 39.000 било црних робова и хиљаду слободних црнаца.
Питање робовласништва је било главно политичко питање нове државе. Већина гласача на Флориди, који су били бели мушкарци, старији од двадесет једне године се није противила робовласништву. Међутим они су били забринути због нарастајућег расположења против робовласништва на северу САД, па су током 1850-их гледали на новоформирану антиробовласничку Републиканску странку са подозрењем. На председничким изборима 1860. ниједан становник Флориде није гласао за Абрахама Линколна, иако је он победио на изборима у САД. Убрзо након његовог избора за председника, на посебној конвенцији, одржаној 10. јануара 1861, је донета одлука да Флорида иступи из уније. Убрзо се Флорида придружила осталим јужњачким државама и формирала Конфедеративне Америчке Државе.

### Грађански рат и обнова
Током Америчког грађанског рата, Флорида није разрушена као што је то био случај са другим јужњачким државама. Штавише, ниједна важна битка није вођена на њеној територији. Иако су снаге уније окупирале бројне обалске градове и утврђења унутрашњост Флориде је била под контролом војске конфедерације.
Флорида је током рата послала око 15.000 војника и значајне количине памука, хране, пре свега соли, говедине, свињетине за циљеве конфедерације. Међутим, више од две хиљаде становника Флориде, афроамериканаца и белаца, се придружио војсци уније. Талахаси је био једини главни град неке јужњачке државе источно од реке Мисисипи који није био освојен током рата, захваљујући победама јужњака код Оластија (1864) и Нетјурал Бриџа (1865). На крају, Југ је поражен и федералне трупе су окупирале Талахаси 10. маја 1865.
Пре грађанског рата, Флорида је била на добром путу да постане још једна јужњачка држава са развијеном производњом памука. Ипак након рата дошло је до великих промена. Луке Пенсакола и Џексонвил су доживеле процват због велике тражње за дрветом и производима од дрвета који су били намењени обнови градова широм земље. Робови су постали слободни грађани. Власници плантажа су покушали да остваре предратну производњу унајмљујући бивше робове. Међутим, ти покушаји нису успели па је велики део земљишта обрађиван од стране ситних земљопоседника како белаца тако и црнаца. 
Почевши од 1868, федерална влада је увела програм „обнове” Флориде и осталих јужних држава. Током овог раздобља републиканци су покушали да издејствују промене које су биле углавном усмерене ка побољшању услова живота афроамериканаца.
На председничким изборима 1876. изабран је републиканац Радерфорд Б. Хејз. Међутим на Флориди су демократе у довољној мери контролисале државне органе да би могли да окончају владавину републиканаца на Флориди и изгласају повлачење федералних трупа. Након тога конзервативни белци су успели да донесу законе којима су смањена права гласа за афроамериканце и сиромашне белце.

### Развој Флориде
Током последњих двадесет пет година 19. века дошло је до снажног развоја пољопривреде, нарочито што се тиче узгоја стоке и производње јужног воћа, док су имигранти почели да развијају дуванску индустрију. Развој индустрије широм Флориде захтевао је изградњу путева и железница у велико обиму.
Почетком 1870-их, становници северних држава САД су почели да посећују Флориду као туристи да би уживали у њеној благој клими и природним лепотама. Нарочито су биле популарне вожње паробродима на рекама Флориде.
Са избијањем Шпанско-америчког рата 1898. године пажња целе нације је усмерена ка Флориди. Лучки град Тампа је служио као главна ратна лука америчке војске за рат на Куби. Велики број становника Флориде је подржавао жеље Кубанаца да се ослободе шпанске владавине. 
До краја 19. века број становника Флориде и доходак по становнику су значајно порасли, а могућности „сунчане државе” су изгледале као неисцрпне.

### Велика депресија на Флориди
Економски балон на Флориди је пукао 1926. када је понестало новца и кредита, а банке и инвеститори више нису имали поверења у „папирнате” милионере. Снажни урагани су погодили Флориду 1926. и 1928. наносећи још већу штету економији.
Флорида је већ увелико била суочена са економским проблемима када се остатак САД суочио са Великом економском кризом 1929.
Године 1929. дошло је до инвазије медитеранске воћне муве која је направила велику штету производњи агрума. Производња је смањена за шездесет процената.
Жене су добиле право гласа 1920. када је 19. амандман Устава САД постао важећи. Године 1937. је укинута обавеза гласача за плаћањем „таксе за гласање” што је омогућило сиромашним афроамериканцима и белцима да остваре већи утицај на власт. Врховни суд САД је 1944. укинуо систем по ком су на примарним изборима могли да учествују само белци.

### Други светски рат и послератна експанзија
Други светски рат је подстакао привредни развој Флориде. Због пријатне климе Флорида је била један од главних обучних центара за америчке и савезничке војнике, морнаре и авијатичаре. Убрзана је изградња аеродрома и ауто-путева, па је на крају рата Флорида имала изузетно развијену саобраћајну инфраструктуру.
Један од најзначајнијих трендова у послератној ери је стабилан раст броја становника. Он је узрокован првенствено великим миграцијама становништва САД и из земаља западне хемисфере, највише са Кубе и Хаитија. Флорида је данас по броју становника четврта држава САД.
Током 1950-их захваљујући гувернеру Лироју Колинсу прекинута је расна дискриминација афроамериканаца у школама и другим институцијама.
Након Другог светског рата дошло је до значајне диверсификације привреде на Флориди. Развијана је производња пластике, електронике, грађевинарство, трговина некретнина и банкарство.

## Положај
Флорида је полуострво који се пружа од америчког континента у смеру југ-југоисток. Уз источну обалу се налази Атлантски океан, док је на западу и југу Флориде Мексички залив. На северу Флорида се граничи са државама Џорџија и Алабама. У близини су Куба и Хаити. Након Хаваја, то је најјужнија држава САД.

## Административна подела
Флорида је подељена на 67 округа:
| - Округ Алачуа - Округ Беј - Округ Бејкер - Округ Брадфорд - Округ Брауард - Округ Бревард - Округ Вашингтон - Округ Вокала - Округ Волтон - Округ Волуша - Округ Гадсден - Округ Галф - Округ Гилкрист - Округ Глејдс | - Округ Десото - Округ Дикси - Округ Дувал - Округ Ескамбија - Округ Индијан Ривер - Округ Јунион - Округ Калхун - Округ Клеј - Округ Коламбија - Округ Колијер - Округ Лафејет - Округ Лејк - Округ Ли - Округ Либерти | - Округ Ливи - Округ Лион - Округ Манати - Округ Марион - Округ Мартин - Округ Мајами-Дејд - Округ Медисон - Округ Монро - Округ Насо - Округ Окалуса - Округ Окичоби - Округ Оринџ - Округ Осиола - Округ Палм Бич | - Округ Паско - Округ Патнам - Округ Пинелас - Округ Полк - Округ Самтер - Округ Санта Роса - Округ Сарасота - Округ Семинол - Округ Сент Џонс - Округ Сент Луси - Округ Ситрус - Округ Сувони - Округ Тејлор - Округ Флаглер | - Округ Френклин - Округ Хамилтон - Округ Харди - Округ Хајландс - Округ Хендри - Округ Хернандо - Округ Хилсборо - Округ Хоумс - Округ Џексон - Округ Џеферсон - Округ Шарлот |

## Демографија
| 1900.   | 1910.   | 1920.   | 1930.     | 1940.     | 1950.     | 1960.     | 1970.     | 1980.     | 1990.      | 2000.      | 2010.      |
| ------- | ------- | ------- | --------- | --------- | --------- | --------- | --------- | --------- | ---------- | ---------- | ---------- |
| 528.542 | 752.619 | 968.470 | 1.468.211 | 1.897.414 | 2.771.305 | 4.951.560 | 6.789.443 | 9.746.324 | 12.937.926 | 15.982.378 | 18.801.310 |

Према процени Бироа за попис становништва Флорида је 1. јула 2011. имала 19.057.542 становника, што представља повећање од 1,36% у односу на попис који је обављен 2010. На основу последњих процена кретања броја становника Флорида је на тридесетом месту по расту становништва. Године 2005. Флорида је имала највећи годишњи раст броја становника у историји од 2,2% и тада је била на петом месту у САД. Око две трећине становника Флориде је рођено у некој другој америчкој држави, што је сврстава на друго место у САД.
По броју илегалних имиграната Флорида је 2009. године била на трећем месту у САД. У 2010. години илегални имигранти су чинили 5,7% становника, што је Флориду сврстало на шесто место у САД иза Неваде, Аризоне, Њу Џерзија, Калифорније и Тексаса. Процена је да је 2009. било око 720.000 илегалних имиграната на Флориди.

### Расне и етничке групе
Према попису становништва из 2010. Флорида је имала 18.801.310 становника. Према расној и етничкој структури било је: 
- 75,0% белаца
- 16,0% афроамериканаца
- 0,4% Индијанаца
- 2,4% људи пореклом из Азије
- 0,1% људи пореклом са пацифичких острва
- 3,6% припадника неке друге расе
- 2,5% мелеза
- латиноамериканци су чинили 22,5% становништва.[5]

### Највећи градови
| Џексонвил Мајами | 1.  | Џексонвил       | 821.784 | Тампа Сент Питерсбург |
| Џексонвил Мајами | 2.  | Мајами          | 408.568 | Тампа Сент Питерсбург |
| Џексонвил Мајами | 3.  | Тампа           | 335.709 | Тампа Сент Питерсбург |
| Џексонвил Мајами | 4.  | Сент Питерсбург | 244.769 | Тампа Сент Питерсбург |
| Џексонвил Мајами | 5.  | Орландо         | 238.300 | Тампа Сент Питерсбург |
| Џексонвил Мајами | 6.  | Хајалија        | 224.669 | Тампа Сент Питерсбург |
| Џексонвил Мајами | 7.  | Талахаси        | 181.376 | Тампа Сент Питерсбург |
| Џексонвил Мајами | 8.  | Форт Лодердејл  | 165.521 | Тампа Сент Питерсбург |
| Џексонвил Мајами | 9.  | Порт Сент Луси  | 164.603 | Тампа Сент Питерсбург |
| Џексонвил Мајами | 10. | Пемброк Пајнс   | 154.750 | Тампа Сент Питерсбург |

## Политика
Флорида има дводоми систем са Сенатом од 40 чланова и дом са 120 чланова. Тренутно је гувернер Флориде републиканац Рик Скот.
Традиционално је Флорида наклоњена демократима, али је због великог досељавања становништва задњих година дошло до промене политичког расположења у корист републиканаца. Тренутно је однос између републиканских и демократских бирача отприлике 1:1. Како Флорида има велики број становника, па с тим и електора, Флорида се сматра одлучујућом државом у изборима за Председника САД.
У Мајамију либералним демократима конкуришу богати избегли Кубанци који су присталице републиканаца. Тампа која је била центар демократа, у задње вријеме се развила у прорепубликанско језгро.

## Спорт
Флорида има добро развијене спортске тимове.
Познати НФЛ клубови са подручја Флориде су Мајами долфинси и Тампа Беј баканирси.
У NBA лиги се такмиче два тима са Флориде. То су Орландо меџик и Мајами хит.
У Мајамију на Флориди се одржава познати тениски турнир, Мајами мастерс из серије 1000.
ФК Орландо сити је једини клуб са Флориде који се такмичи у MLS лиги.

## Занимљивости
- Већи део сервера на којима се покреће Википедија се налазе на Флориди.